# Gibbon (Oregon)
Gibbon az Amerikai Egyesült Államok Oregon államának Umatilla megyéjében, az Umatilla folyó közelében elhelyezkedő önkormányzat nélküli település.

## Története
Egykor érintette a Union Pacific Railroad vasútvonala. Névadója John Gibbon tábornok, a Columbia hadtest vezetője. Ugyan az 1892 és 1966 között működő posta mindvégig a Gibbon nevet viselte, a vasútállomás neve először Mikechára (Mink, Kennedy és Chalk építőmérnökök neveinek összetételéből), majd az üdülőhöz való közelsége miatt Bingham Springsre változott; később újra Gibbonra módosult.
Az 1940-es években iskolájában az őslakos és fehér gyerekeket integráltan oktatták.

## Éghajlat
A település éghajlata mediterrán (a Köppen-skála szerint Csb).

## Oktatás
A település az Athena–Westoni Tankerület körzetébe tartozik.

## Fordítás
- Ez a szócikk részben vagy egészben  a   Gibbon, Oregon című angol Wikipédia-szócikk ezen változatának fordításán alapul.  Az eredeti cikk szerkesztőit annak laptörténete sorolja fel. Ez a jelzés csupán a megfogalmazás eredetét és a szerzői jogokat jelzi, nem szolgál a cikkben szereplő információk forrásmegjelöléseként.